# Décès en septembre 1991
Décès
- 1987
- 1988
- 1989
- 1990
- 1991
- 1992
- 1993
- 1994
- 1995

Pour une information complémentaire, voir la page d'aide.

| Date          | Nom                                         | Activités                                                                    | Âge | Source |
| ------------- | ------------------------------------------- | ---------------------------------------------------------------------------- | --- | ------ |
| 1er septembre | Otl Aicher                                  | designer graphiste allemand                                                  | 69  |        |
| 2 septembre   | Fernand Dubuis                              | peintre et dessinateur suisse                                                | 83  |        |
| 3 septembre   | Frank Capra                                 | réalisateur américain d'origine italienne                                    | 94  |        |
| 4 septembre   | Henri de Lubac                              | jésuite, théologien et cardinal français                                     | 95  |        |
| 5 septembre   | Fahrelnissa Zeid                            | peintre, vitrailliste, mosaïste, lithographe, graveuse et collagiste turque  | 90  |        |
| 6 septembre   | Alfredo Rizzo                               | Acteur, réalisateur et scénariste italien                                    | 89  |        |
| 8 septembre   | Brad Davis                                  | acteur américain                                                             | 41  |        |
| 9 septembre   | T'ang Haywen                                | peintre français d'origine chinoise                                          | 63  |        |
| 13 septembre  | Huy Kanthoul                                | premier ministre cambodgien                                                  | 82  |        |
| 15 septembre  | Luis Miró                                   | joueur et entraîneur de football espagnol                                    | 78  | (es)   |
| 17 septembre  | Henry F. Angus                              | administrateur universitaire canadien                                        | 100 |        |
| 18 septembre  | Pierre de Morsier                           | officier de la Marine française, compagnon de la Libération                  | 83  |        |
| 22 septembre  | Louis Dugauguez                             | joueur et entraîneur de football français. Il fut sélectionneur de la France | 73  |        |
| 24 septembre  | Theodor Seuss Geisel dit « Dr. Seuss »      | écrivain et illustrateur pour enfants américain                              | 87  |        |
| 25 septembre  | Viviane Romance (Pauline Ronacher Ortmanns) | actrice française                                                            | 79  |        |
| 25 septembre  | Léon Defosset                               | homme politique belge                                                        | 66  |        |
| 25 septembre  | Klaus Barbie                                | ancien chef de la Gestapo de Lyon                                            | 77  |        |
| 26 septembre  | Édouard Georges Mac-Avoy                    | peintre et portraitiste français                                             | 86  |        |
| 26 septembre  | Guéorgui Markov                             | écrivain soviétique                                                          | 80  |        |
| 28 septembre  | Eugène Bozza                                | chef d'orchestre et compositeur français                                     | 86  |        |
| 28 septembre  | Miles Davis                                 | compositeur et trompettiste américain                                        | 65  |        |
| 28 septembre  | Jean Simian                                 | peintre français                                                             | 81  |        |